# Mapeamento cerebral

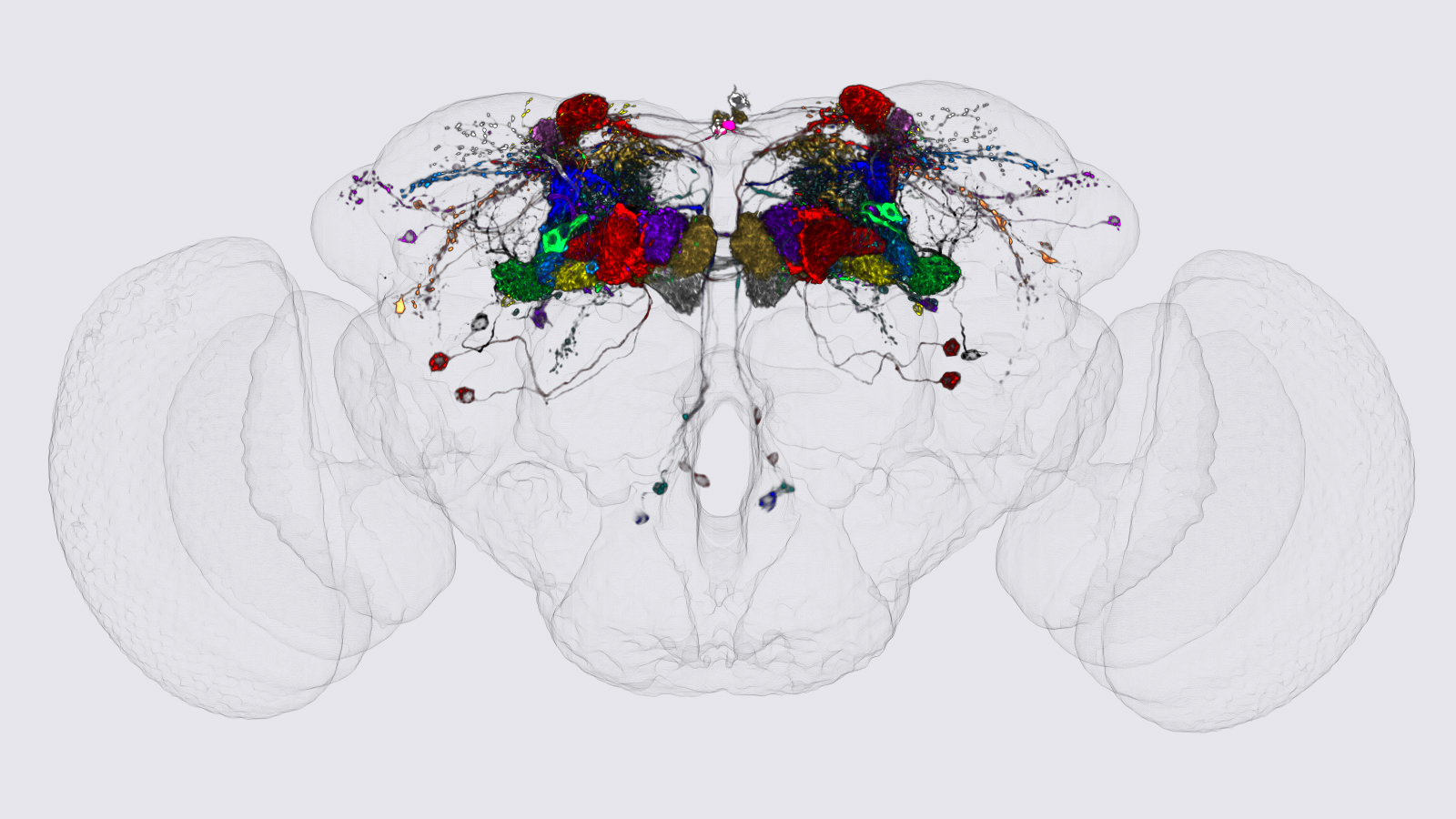
Análise dos padrões de projeção axonal de células únicas de uma Drosophila melanogaster.

O mapeamento cerebral é um conjunto de técnicas de neurociência baseadas no mapeamento de quantidades ou propriedades (biológicas) em representações espaciais do cérebro (humano ou não humano), resultando em mapas.
De acordo com a definição estabelecida em 2013 pela Society for Brain Mapping and Therapeutics, o mapeamento cerebral é especificamente definido, em resumo, como o estudo da anatomia e função do cérebro e da medula espinhal através do uso de imagens, imuno-histoquímica, moléculas e optogenética, células-tronco e biologia celular, engenharia, neurofisiologia e nanotecnologia.
Em 2024, uma equipe de 287 pesquisadores concluiu o primeiro mapeamento cerebral completo de um animal adulto (uma Drosophila melanogaster, ou mosca da fruta) e publicou seus resultados na Nature.

## Visão geral
Toda neuroimagem é considerada parte do mapeamento cerebral. O mapeamento cerebral pode ser concebido como uma forma superior de neuroimagem, produzindo imagens cerebrais suplementadas pelo resultado de processamento ou análise de dados adicionais (de imagem ou não), como mapas projetando (medidas de) comportamento em regiões cerebrais (como, por exemplo, a fMRI). Um desses mapas, chamado de conectograma, descreve regiões corticais ao redor de um círculo, organizado por lobos. Círculos concêntricos dentro do anel representam várias medidas neurológicas comuns, como espessura ou curvatura cortical. No centro dos círculos, linhas representando fibras de substância branca ilustram as conexões entre regiões corticais, ponderadas pela anisotropia fracionária e força da conexão. Em resoluções mais altas, os mapas cerebrais são chamados de conectomas. Esses mapas incorporam conexões neurais individuais no cérebro e são frequentemente apresentados como diagramas de fiação.
As técnicas de mapeamento cerebral estão em constante evolução e dependem do desenvolvimento e refinamento de técnicas de aquisição, representação, análise, visualização e interpretação de imagens. A neuroimagem funcional e estrutural está no cerne do mapeamento cerebral.
Alguns cientistas criticaram as alegações baseadas em imagens cerebrais feitas em periódicos científicos e na imprensa popular, como a descoberta da "parte do cérebro responsável" por coisas como amor, habilidades musicais ou uma memória específica. Muitas técnicas de mapeamento têm uma resolução relativamente baixa, incluindo centenas de milhares de neurônios em um único voxel. Muitas funções também envolvem várias partes do cérebro, o que significa que esse tipo de alegação provavelmente não pode ser verificado com o equipamento usado e geralmente é baseado em uma suposição incorreta sobre como as funções cerebrais são divididas. Pode ser que a maioria das funções cerebrais só seja descrita corretamente após ser mensurada com medições muito mais refinadas que não olham para grandes regiões, mas sim para um número muito grande de pequenos circuitos cerebrais individuais. Muitos desses estudos também têm problemas técnicos, como tamanho pequeno da amostra ou calibração ruim do equipamento, o que significa que não podem ser reproduzidos – considerações que às vezes são ignoradas para produzir um artigo de periódico sensacionalista ou manchete de notícias. Em alguns casos, as técnicas de mapeamento cerebral são usadas para fins comerciais, detecção de mentiras ou diagnóstico médico de maneiras que não foram validadas cientificamente.

## História
No final da década de 1980, nos Estados Unidos, o Instituto de Medicina da Academia Nacional de Ciências foi contratado para estabelecer um painel para investigar o valor da integração de informações neurocientíficas em uma variedade de técnicas.
De interesse específico é usar ressonância magnética estrutural e funcional (fMRI), ressonância magnética de difusão (dMRI), magnetoencefalografia (MEG), eletroencefalografia (EEG), tomografia por emissão de pósitrons (PET), espectroscopia de infravermelho próximo (NIRS) e outras técnicas de rastreio não invasivas para mapear anatomia, fisiologia, perfusão, função e fenótipos do cérebro humano. Cérebros saudáveis e doentes podem ser mapeados para estudar memória, aprendizagem, envelhecimento e efeitos de medicamentos em várias populações, como pessoas com esquizofrenia, transtornos do espectro autista e depressão clínica. Isso levou ao estabelecimento do Human Brain Project (Projeto Cérebro Humano). Também pode ser crucial para entender lesões cerebrais traumáticas (como no caso de Phineas Gage) e melhorar o tratamento de lesões cerebrais.
Após uma série de reuniões, o Consórcio Internacional para Mapeamento Cerebral evoluiu, sendo que o objetivo final é desenvolver atlas cerebrais computacionais flexíveis.

### Realizações
O site interativo e de ciência cidadã EyeWire, lançado em 2012, mapeia células da retina de camundongos. Em 2021, o mapa 3D mais abrangente do cérebro humano foi publicado por pesquisadores do Google. Ele mostra neurônios e suas conexões junto com vasos sanguíneos e outros componentes de um milionésimo de um cérebro. Para o mapa, o fragmento de 1 mm³ foi fatiado em cerca de 5 300 pedaços de cerca de 30 nanômetros de espessura, que foram então escaneados com um microscópio eletrônico. O mapa interativo exigiu 1,4 petabytes de espaço de armazenamento. Cerca de dois meses depois, os cientistas relataram que criaram o primeiro mapa 3D completo de resolução de nível de neurônio de um cérebro de macaco, que escanearam por meio de um novo método em 100 horas. Eles disponibilizaram publicamente apenas uma fração do mapa 3D, pois o mapa inteiro ocupa mais de 1 petabyte de espaço de armazenamento, mesmo quando compactado.
Em outubro de 2021, a BRAIN Initiative Cell Census Network concluiu a primeira fase de um projeto de longo prazo para gerar um atlas de todo o cérebro do camundongo (mamífero) com 17 estudos, incluindo um atlas e censo de tipos de células no córtex motor primário.
Em 2024, a FlyWire, uma equipe de 287 pesquisadores abrangendo 76 instituições, concluiu o primeiro mapeamento cerebral completo, ou connectone, de um animal adulto (uma Drosophila melanogaster, ou mosca da fruta) e publicou seus resultados na Nature. Os dados de mapeamento primário foram coletados por meio de microscopia eletrônica, auxiliados por inteligência artificial e cientistas cidadãos, que corrigiram erros cometidos pela inteligência artificial. O modelo resultante tinha cerca de 140 000 neurônios com mais de 50 milhões de sinapses. A partir do modelo, a pesquisa espera identificar como o cérebro cria novas conexões para funções como a visão, criando equivalentes gêmeos digitais para rastrear como segmentos do mapa de conexão dos neurônios interagem com sinais externos, incluindo o sistema nervoso.

#### Desenvolvimento cerebral
Em 2021, foi relatado o primeiro conectoma que mostra como o cérebro de um animal muda ao longo de sua vida. Cientistas mapearam e compararam os cérebros inteiros de oito vermes isogênicos Caenorhabditis elegans, cada um em um estágio diferente de desenvolvimento. Mais tarde naquele ano, cientistas combinaram microscopia eletrônica e imagens de arco cerebral para mostrar pela primeira vez o desenvolvimento de um circuito neural de mamíferos. Eles relataram os diagramas de fiação completos entre o sistema nervoso central e os músculos de dez camundongos individuais.

#### Visão
Em agosto de 2021, cientistas do programa MICrONS, lançado em 2016, publicaram um conjunto de dados de conectômica funcional que "contém imagens de cálcio de cerca de 75 mil neurônios do córtex visual primário (VISp) e três áreas visuais superiores (VISrl, VISal e VISlm), que foram registrados enquanto um rato assistia a filmes naturais e estímulos paramétricos". Com base nesses dados, eles também publicaram "visualizações interativas de dados anatômicos e funcionais que abrangem todas as 6 camadas do córtex visual primário do rato e 3 áreas visuais superiores (LM, AL, RL) dentro de um volume de milímetro cúbico" – o MICrONS Explorer.

#### Regeneração cerebral
Em 2022, um primeiro atlas celular espaço-temporal do desenvolvimento e regeneração do cérebro do axolote, o Axolotl Regenerative Telencephalon Interpretation via Spatiotemporal Transcriptomic Atlas, revelou insights importantes sobre a regeneração do cérebro do axolote.

## Instrumentos atuais de atlas cerebral
- Talairach Atlas, 1988
- Harvard Whole Brain Atlas, 1995[32]
- MNI Template, 1998 (modelo padrão do mapeamento paramétrico estatístico e do Consórcio Internacional para Mapeamento Cerebral)
- Atlas of the Developing Human Brain, 2012[33]
- Infant Brain Atlas, 2023[34]